# Cacos (Haití)
Los cacos fueron grupos de hombres armados, originalmente provenientes de la población esclavizada de Haití, que llegaron a ejercer el poder en las regiones montañosas de Haití tras la victoria de la Revolución haitiana en 1804. El sobrenombre de «cacos» se deriva de los términos locales para el trogón de la Española de plumas rojas porque los insurgentes «solían esconderse, como el pájaro del mismo nombre, debajo de las hojas para acechar y atacar inesperadamente a su enemigo».

## Ocupación estadounidense (1915-1934)

Marines estadounidenses en busca de cacos, c. 1919

Estados Unidos invadió Haití el 28 de julio de 1915 y empleó una fuerza de marines para ocupar la isla hasta 1934. Si bien las fuerzas estadounidenses pudieron pacificar las ciudades con bastante rapidez, los cacos sostuvieron una rebelión en las áreas montañosas del norte. A pesar de la falta de apoyo local, cerca de Cabo Haitiano, los cacos amenazaron con derrotar a los marines estadounidenses en la batalla del Fuerte Dipitie, pero el uso hábil de los refuerzos permitió a los marines lanzar un contraataque sorpresa que concluyó con la muerte o la captura de toda la fuerza de Cacos. Posteriormente, los marines avanzaron lentamente por el terreno montañoso de los cacos, y finalmente atraparon y derrotaron a los restos de la fuerza guerrillera en la batalla del Fuerte Rivière.

### Líderes destacados de los cacos
- Charlemagne Péralte emergió como uno de los líderes de los cacos desde su fuga del cautiverio hasta su muerte el 1 de noviembre de 1919.
- Benoît Batraville, lugarteniente de Péralte, asumió el cargo de comandante de los cacos en diciembre de 1919. Fue ejecutado por los marines estadounidenses el 20 de mayo de 1920.[3]